# Down from Everest Death Zone
Down from Everest Death Zone er en dansk oplysningsfilm fra 2012, der er instrueret af Anders Kolby og Morten Truelsen Søndergaard.

## Handling
I 2010 startede et frivilligt hold af nepalesiske sherpaer den første oprydningsekspedition af den øverste del af Mount Everest. Sherpaerne tilbragte i alt 42 dage på de stejle bjergsider, hvor de formåede at tage 1800 kg skrald og to lig med ned fra over 8000 meters højde. Siden 1953 da Edmund Hillary og Tenzing Norgay som de første mennesker besteg Mount Everest, har hundredvis af mennesker været på toppen af bjerget. Problemet er, at ikke alle rydder op efter sig selv i højderne. Specielt er det slemt i de højeste luftlag, hvor oxygenflasker og lig flyder i de ellers unikke bjergomgivelser.